# Le Pantoum
Le Pantoum est un établissement de diffusion et de création musicale indépendante situé dans la Basse-Ville de Québec, à l’extrémité nord-ouest du quartier de Saint-Sauveur, sur la rue Saint-Vallier Ouest. Il est autogéré collectivement par des artistes issus du milieu culturel. 
Ce complexe cherche à favoriser le développement et le renforcement d’une communauté artistique québécoise dans le but de contribuer au rayonnement culturel de la ville de Québec internationalement.  

## Historique
Le Pantoum est fondé en 2012 par Jean-Étienne Collin-Marcoux et Jean-Michel Letendre-Veilleux, tous deux musiciens originaires de Québec. À l’origine, l'organisme débute avec un jeune groupe de musiciens cherchant un espace commun pour partager et créer dans une « optique DIY1». Il s’agit au tout début d’un appartement, par la suite rénové pour accueillir un studio d’enregistrement, des locaux de répétitions, une salle de diffusion et une salle polyvalente. En moyenne, « 58 % du public fréquentant le Pantoum se situe entre 25 et 34 ans et 83 % ont entre 25 et 44 » ans. Il permet aux jeunes artistes émergents d’avoir accès à des espaces adaptés à la création, à la diffusion, de gagner en expérience et enfin de se sentir appartenir à un groupe. En effet, le but de ce lieu est de motiver tout musicien à créer. On y retrouve divers genres de musique, dont principalement un style underground et alternatif.

## Développement et enjeux
Au fil des années, le complexe grandit en importance et se professionnalise progressivement. En 2020, ses membres ont désormais l’opportunité d’acquérir l’immeuble et c’est en 2022 qu’il est finalement vendu. Afin d’assurer sa pérennité, en raison de nombreux imprévus liés bâtiment, le Pantoum cherche un soutien financier, soit environ 500 000 $. Une première campagne de sociofinancement permet d’obtenir une somme d’environ 100 000 $, loin de l'objectif. Pour combler le vide restant, le Pantoum fait appel à sa communauté ainsi qu’au gouvernement. Plus d’une vingtaine d’artistes musicaux québécois, dont Hubert Lenoir, Lou-Adriane Cassidy et Ariane Roy se mobilisent et cosignent une lettre dans le but de sensibiliser les instances publiques à la situation. C’est avec succès qu’en 2024 le gouvernement octroie un financement total de 1 820 000 $, permettant alors la survie et la continuité du projet pour les années à venir.

## Nom et signification
Le nom fait référence au type de poème le « pantoum » à la forme fixe adoptée à l’époque du romantisme. La signification de base du mot pantoum se caractérise par la répétition de vers. Il est souvent utilisé pour créer une ambiance musicale. Le meilleur exemple est celui du refrain qui est répété dans le but d’être accrocheur et de perdurer dans l'esprit des auditeurs.

## Événements marquants
- 7e et 8e édition du festival Le Phoque Off[12];
- En 2020, le Pantoum devient officiellement un OBNL;

## Artistes associés
Les artistes suivants de la scène populaire ont enregistré et produit des chansons dans les studios du Pantoum :
- Hubert Lenoir : premier album Darlène;
- Men I Trust : Sad Organ;
- Ariane Roy : Ce n'est pas de la chance;
- Lou-Adriane Cassidy : Entre mes jambes;
- Les Louanges : La bombe Atomichaëlle;